# José Leite Lopes
José Leite Lopes (Recife, 28 de octubre de 1918 – Río de Janeiro, 12 de junio de 2006), fue un destacado físico teórico brasileño en el campo de la teoría cuántica de campos y física de partículas.

## Biografía
Leite Lopes comenzó sus estudios universitarios en 1935, enrolándose en química industrial en la Escuela de Química de Pernambuco. En 1937, mientras presentaba un trabajo en una conferencia científica en Río de Janeiro, conoció al físico brasilero Mário Schenberg y a su vez él le presentó en San Pablo a los físicos italianos Luigi Fantappiè y Gleb Wataghin. Los tres estaban trabajando en investigaciones en física en la recientemente creada Universidad de San Pablo, en un clima de gran excitación intelectual y un campo fértil para una generación joven brillante de lo que sería la élite de la física de Brasil, tales como César Lattes, Oscar Sala, Roberto Salmeron, Jayme Tiomno y Marcelo Damy de Souza Santos. Motivado a estudiar física por lo que pudo observar, Leite Lopes se mudó a Río de Janeiro luego de su graduación en 1939. Se presentó a los exámenes de admisión de la facultad Nacional de Filosofía de la Universidad de Brasil en 1940 y obtuvo su Bachellor en física en 1942. Aceptando una invitación de Carlos Chagas Filho, Leite Lopes comenzó a trabajar ese mismo año en el instituto de Biofísica de la Universidad Federal de Río de Janeiro, pero pronto se mudó a la Universidad de San Pablo para realizar estudios de grado en mecánica cuántica, con su profesor, amigo y esponsor, Mário Schenberg. Su principal línea de trabajo por esa época fue el cálculo del campo de radiación de Dirac de los electrones.
En 1944, Leite Lopes consiguió una beca para estudiar en la Universidad de Princeton, en Nueva Jersey, USA, con Joseph Maria Jauch. Allí, tuvo la oportunidad de aprender y trabajar con eminencias de la física teórica tales como Albert Einstein, Wolfgang Pauli y John von Neumann, aunque gran parte del cuerpo docente estaba ausente, trabajando en el Proyecto Manhattan (el desarrollo de la primera bomba atómica). En 1946, finalizó su tesis doctoral sobre la influencia del retroceso de las heavy particles en la energía potencial nuclear, y regresó a Río de Janeiro. Allí fue nombrado profesor de Física Teórica y Superior en la Universidad de Brasil, y comenzó a enseñar mecánica cuántica y la teoría cuántica de la radiación. En 1948 fue confirmado como presidente luego de presentar una tesis sobre la teoría de las fuerzas nucleares.
Junto con César Lattes, un joven físico de San Pablo que había alcanzado fama internacional por el co-descubrimiento de un nuevo tipo de partícula nuclear, el pión (pi-mesón), Leite Lopes colabora en la creación en enero de 1949, en Río de Janeiro, del Centro Brasileiro de Pesquisas Físicas (Centro Brasilero de Investigación en Física) (CBPF), un centro de investigación de física teórica (el primero de América Latina), financiado con fondos de la Confederação Nacional de Indústrias (Confederación Brasilera de Industrias), entonces presidida por Euvaldo Lodi. Ese mismo año Leite Lopes fue invitado por Robert Oppenheimer a pasar otro año de estudio en el Instituto de Estudios Avanzados en Princeton, donde presencia clases de Richard Feynman, Victor Weisskopf y Paul Dirac. En 1957 nuevamente visita EE. UU. con una beca, por invitación de Richard Feynman concurre al California Institute of Technology.
En 1969, el nuevo régimen militar en Brasil lo acusa de participación en una "conspiración comunista". Fue despedido del centro y se exilió en Estados Unidos (en la Carnegie Mellon University) pero luego que quedara en evidencia la colaboración de Estados Unidos con el golpe militar de 1964 se muda a la Université Louis Pasteur, en Strasburgo, Francia. Desde 1974 hasta 1978, Leite Lopes fue designado profesor full time en la Université Louis Pasteur, siendo director de la División de Altas Energías y vicedirector del Centre de Recherches Nucleaires, parte del Centre National de la Recherche Scientifique (CNRS). Regresa a Brasil en 1986, como director del Centro Brasileiro de Pesquisas Físicas.

## Obras
Leite Lopes es reconocido internacionalmente por sus numerosas contribuciones a la física de partículas, especialmente en las siguientes áreas:
- Predicción de la existencia de bosones vectoriales neutrales (bosón Z0), En 1958, desarrollando una ecuación que demostraba la analogía de las interacciones nucleares débiles con el electromagnetismo. Steve Weinberg, Sheldon Glashow y Abdus Salam utilizaron posteriormente estos resultados para desarrollar el modelo electrodébil. Fueron distinguidos con el Premio Nobel de Física en 1979.
- El modelo de dominancia vectorial en las interacciones nucleares electrodébiles
- Estructura nuclear de capas en reacciones fotonucleares
- Construcción del espacio relativista de Fock
- Potencial pseudoescalar mesón en la teoría de deuterón
- Pares mesón escalares
- Modelos de estructuras de leptón y quark